# الجنة السابعة (مسلسل)
الجنة السابعة (بالإنجليزية: 7th Heaven)‏ هو مسلسل دراما تم إنتاجه في الولايات المتحدة. بدأ عرضه في سنة 1996. بلغ عدد مواسم المسلسل 11 موسما، بلغ عدد حلقاته 243 حلقة، وتبلغ مدة الحلقة الواحدة 44 دقيقة. المسلسل من تأليف برندا هامبتون، تم بث المسلسل لأول مرة بتاريخ 26 أغسطس 1996 بينما تم بث آخر حلقة منه بتاريخ 13 مايو 2007 بعد أن استمر لقرابة 11 عاما. من بطولة باري واتسون، ديفيد غالاغر، جيسيكا بيل، تايلر هوشلين، راشيل بلانشارد، أشلي سيمبسون وهايلي داف.

## وصلات خارجية
- الجنة السابعة على موقع IMDb (الإنجليزية)
- الجنة السابعة على موقع ميتاكريتيك (الإنجليزية)
- الجنة السابعة على موقع روتن توميتوز (الإنجليزية)
- الجنة السابعة على موقع فيلمافينيتي (الإسبانية)
- الجنة السابعة على موقع كينوبويسك (الروسية)
- الجنة السابعة على موقع ألو سيني (الفرنسية)
- الجنة السابعة على موقع قاعدة بيانات الفيلم (الإنجليزية)

- الموقع الرسمي